# Außenpsychologie
Mit Außenpsychologie wird eine eher naturwissenschaftlich bestimmte Sichtweise der Psychologie gekennzeichnet. Sie betrifft die objektiv vorhandenen und beobachtbaren, insbesondere auch messbaren psychologischen Vorgänge, wie etwa objektive physikalische Reize, auf die ein Mensch sehr spezifisch reagiert. Mit der Reflexologie begann diese Auffassung.(a) Aber auch Bezugspersonen spielen als soziale Objekte in der Entwicklungspsychologie eine wichtige Rolle.(a) Die Abgrenzung zwischen „innen“ und „außen“ wird durch die Körperoberfläche bzw. durch das Körperschema bestimmt und ist daher sowohl lokalisatorisch als auch topologisch zu verstehen. Es können jedoch auch in sich geschlossene Systeme, Gemeinschaften, Gruppen, Verbände oder Gesellschaften als Entitäten gemeint sein, die äußeren Einflüssen ausgesetzt sind oder auf ihre Hilfe angewiesen sind.

## Methodik
Die Trennung zwischen Innenpsychologie und Außenpsychologie verfolgt notwendigermaßen reduktionistische Konzepte. Die Innenpsychologie steht in ihrem Selbstverständnis der verstehenden Psychologie nahe. Die Außenpsychologie vertritt empirische Gesichtspunkte der Leistungs- oder der Vermögenspsychologie. Sie ist daher eher auf Leistungsdefizite oder auch Höchstleistungen zentriert. Die Trennung zwischen Innen- und Außenpsychologie erweist sich beispielsweise bei Begriffen wie den eher existentialistischen Konzepten des Befindens oder der Eigenwelt als hilfreich, weil hier die beiden miteinander kombinierbaren innen- und außenpsychologischen Gesichtspunkte zu möglichen Missverständnissen Anlass geben. Dennoch ist eine ganzheitliche Betrachtung wünschenswert.(b) Der naturwissenschaftliche Charakter der Außenpsychologie tendiert in Richtung der Neurologie, der stets auch beteiligte innenpsychologische Charakter der neurophysiologischen Abläufe tendiert in Richtung der rationalen Psychologie und der verstehenden Psychologie. Auch innerhalb der neurophysiologischen Prozesse gibt es eher periphere (nach außen gerichtete) als auch mehr zentrale (nach innen gerichtete, nukleare, den Kern der Persönlichkeit betreffende) Abläufe. Damit wird das Gebiet der Leib-Seele-Relation berührt.(b)

## Gesellschaftliche Maßstäbe
Die bewertende Außenperspektive mit der das Befinden eines Menschen jeweils nur unvollkommen als subjektive Realität und damit manchmal nur scheinbar als Wirklichkeit wahrgenommen wird, trägt oft den Charakter der Stigmatisierung und der Pathologisierung.(c) Gerade in Deutschland hat dies bekanntlich in der geschichtlichen Vergangenheit zu einem Missbrauch an Diagnosen geführt. Die Überbewertung einzelpsychologischer und innenpsychologischer Faktoren, etwa bei der Suchtentwicklung, hat zu einer marxistisch begründeten Kritik an der Psychoanalyse und ihrer Prinzipien geführt.

## Kommunikationsforschung

Grafische Darstellung des Vier-Seiten-Modells der Kommunikation nach Friedemann Schulz von Thun

Die Kommunikation mit anderen Menschen bzw. die zwischenmenschliche Beziehung scheint die Bedingungen der Außenpsychologie in idealer Art und Weise zu erfüllen, da es sich hier um eine Relation zu realen Menschen handelt mit möglicherweise ganz unterschiedlichen Eigenschaften auch außerhalb der eigenen psychologischen Vorstellungskraft eines Kommunikationspartners – vgl. den oft fehlenden innenpsychologischen Realitätsanspruch von Vorstellungen. Im Falle der Hilfesuche gegenüber anderen Personen ist die Ergänzung fehlender eigener persönlicher Ressourcen sogar ein existentiell notwendiges Element. Nach der Theorie von Friedemann Schulz von Thun spielen neben Aspekten der Sachlichkeit und des Appellscharakters an den kommunizierenden Partner allerdings meist auch Faktoren der oft ungewollten Selbstdarstellung und der ebenfalls häufig unbewussten emotionalen Beziehung eine Rolle. Sind etwa Beziehungen von Mensch zu Tier oder auch zu Geistwesen reiner Ausdruck von Anthropomorphismus? Daher erscheint auch die grundsätzliche Frage von besonderem Interesse, ob eine Kommunikation zu außerirdischen Intelligenzen möglich ist, bei denen die beiden letztgenannten Faktoren der Selbstdarstellung und Emotionalität eine vermutlich geringere Rolle spielen.(a)
Die im September 1971 am Byurakan-Observatorium abgehaltene Konferenz zur Frage der Möglichkeit von Kommunikation mit außerirdischer Intelligenz behandelte grundsätzliche Positionen der Selbstrückbezüglichkeit von Systemen. Bei der Nachprüfung, ob unsere irdische Lebensweise und Wirklichkeitsauffassung außerirdischen Lebewesen ebenso mitgeteilt werden kann, wie wir sie unseren eigenen Kindern lehren, lag es nahe, von dem Beziehungsaspekt der Kommunikation ganz abzusehen, wie sie bereits oben einleitend im Rahmen der Objektbeziehungstheorie angesprochen wurde. Man wollte sich auf eine rein mathematische Logik beschränken.(b) (d) Bereits Kurt Gödel hatte 1931 in seinem Unentscheidbarkeitstheorem auf die unvollständige Selbsterklärung von Systemen hingewiesen und somit auf die Mängel bei dem Versuch, die eigenen Voraussetzungen der Verständigung zu kommunizieren. Damit wurde die Notwendigkeit der äußeren Einflussnahme auf die innere Systemkonsistenz unterstrichen.

## Psychoanalyse
Das Realitätsprinzip vertritt nach Auffassung von Sigmund Freud die Anforderungen der Außenwelt. Ziel ist nicht die Vermeidung von Lustempfindung wie es die Verdrängung bezweckt, sondern Umleitung auf neue Wege, ggf. zum Auffinden von Ersatzbefriedigung, jedenfalls um äußere Gefahr abzuwenden.

## Philosophie
Die Unterscheidung zwischen Innenpsychologie und Außenpsychologie findet ihre philosophische Entsprechung in der Transzendentalphilosophie von Immanuel Kant. Als transzendentaler Ansatz seiner Philosophie ist nicht der „Überstieg“ über die Gegenstände hinaus in die Erkenntnis des Wesens der „Dinge an sich“ oder in platonische Ideen bzw. in religiöse Systeme zu verstehen – dies wäre die Transzendenz, sondern der „Rückstieg“ als Rückbesinnung in die Bedingungen des Subjekts, die dem erkannten Gegenstand seine begriffliche und apriorisch anschauliche Qualität vermittelt. Diese subjektive Qualität bedingt z. B. ein unterschiedliches individuelles Verständnis von Begriffen. Die geistige Innenwelt ist apriorisch nur dem Subjekt selbst zugänglich. Die körperliche Außenwelt ist für jeden empirisch (oder aposteriorisch) erfahrbar.